# Bazilika gospe od Pilara
41° 39′ 25″ N 0° 52′ 42″ W / 41.65694° С; 0.87833° З
Bazilika gospe od Pilara (šp. Catedral-Basílica de Nuestra Señora del Pilar) katolička je crkva u gradu Saragosa, Aragon (Španija). Bazilika je izraz poštovanja prema blaženoj devici Mariji, pod njenim naslovom Gospa od Pilara, koju je papa Jovan Pavle  hvalio kao „majku španskog naroda“. Smatra se da je ovo prva crkva posvećena Mariji u istoriji.
Lokalne tradicije smatraju da je istorija ove bazilike otpočela u zoru hrišćanstva u Španiji, pripisujući ukazanje svetom Jakovu Velikom, apostolu za koga se po tradiciji veruje da je doneo hrišćanstvo u zemlju. Ovo je jedino prijavljeno Marijino ukazanje koje se dogodilo pre nego što se verovalo u u njeno uspeće.
Mnogi kraljevi Španije, mnogi drugi strani vladari i sveci ikazali su svoje predanje pred ovim Marijinim kipom. Među najistaknutijima su sveti Jovan od Krsta, sveta Terezija Avilska, sveti Ignasio de Lojola i blaženi Vilijam Žozef Šaminad. Bazilika Gospe od Pilara jedna je od dve manje bazilike u gradu Saragoza, i kokatedrala je grada zajedno sa obližnjom La Seo de Saragosa. Arhitektura je baroknog stila, a sadašnja zgrada je pretežno izgrađena između 1681. i 1872. godine.

## Istorija

### PriviđenjePilar
Prema drevnoj lokalnoj tradiciji, ubrzo nakon raspeća i vaskrsenja Isusovog, sveti Jakov je propovedao jevanđelje u Španiji, ali je bio obeshrabren zbog neuspeha svoje misije. Predanje drži da se 2. januara 40. godine, dok je bio duboko u molitvi na obali Ebra, ukazala mu se majka Božija koja je dala stubac od jaspisa i uputila ga da sagradi crkvu u njenu čast: „Ovo mesto će biti moja kuća, a ova slika i stub biće naslov i oltar hrama koji ćete sagraditi.“

### Prva kapela
Oko godinu dana nakon ukazanja, veruje se da je Jakov izgradio malu kapelu u Marijinu čast, prvu crkvu koja joj je ikada posvećena. Po povratku Jakova u Jerusalim, Irod Agripa ga je pogubio oko 44. godine, te je bio prvi apostol koji je mučenički stradao za svoju veru. Nekoliko njegovih učenika preuzelo je njegovo telo i vratilo ga na konačno sahranjivanje u Španiji. Ova prva kapela je kasnije uništena i zamenjena raznim drugim hrišćanskim svetinjama, ali su statua i stub ostali netaknuti pod zaštitom naroda Saragose.

### Ekspanzija

#### Romanska crkva
Tokom godina na ovom mestu su izgrađene brojne crkve. Sićušna kapela koju je sagradio sveti Jakov kasnije je ustupila mesto ograđenom prostoru poput bazilike za vreme Konstantina I; naknadno se transformišući u romanički, te gotički, te mudejarski stil. Časna svetilišta u Saragosi datiraju od vremena ponovnog hrišćanskog osvajanja kralja Alfonso I od Aragona 1118. godine. Crkva u romaničkom stilu izgrađena je pod pontifikatom Pedra de Librane koji je takođe zaslužan za najstarije pisano svedočenje Bogorodice u Saragosi. Timpanon na južnom zidu ove romaničke crkve još uvek stoji.

#### Gotska crkva
Romanička crkva je bila oštećena  vatrom 1434. godine, i započeta je obnova u gotičkom mudeharskom stilu. Crkva u gotičkom stilu sagrađena je u 15. veku, ali je samo nekoliko njenih delova ostalo netaknuto ili je kasnije obnovljeno, uključujući horski štand i oltarsku sliku u alabasteru Damijana Formenta.

#### Sadašnja crkva
Sadašnju prostranu crkvu u baroknom stilu započeo je 1681. godine španski kralj Karlos II, a dovršena je 1686. Rane gradnje nadgledao je Felipe Sančez, a kasnije ih je modifikovao Francisko Herera mlađi pod vodstvom Jovana Austrijskog mlađeg. Godine 1725, Kabildo iz Saragose odlučio je da promeni aspekt Svete kapele i iznajmio je arhitektu Venturu Rodrigeza, koji je zgradu pretvorio u današnje dimenzije dužine 130 metara i širine 67, sa svojih jedanaest kupola i četiri kule. Područje koje je najposećenije je istočni deo kapele, jer je tu izgrađena Sveta kapela Venture Rodrigeza (1754), u kojoj se nalazi poštovani Bogorodičin lik. Oko Svete kapele nalaze se svodovi ili kupole oslikane freskama Franciska Goje: Kraljica mučenika i Poklonjenje imenu Božjem. Pozlatu i ostale ukrase u celoj zgradi dizajnirao je i nadgledao Gojin otac Hoze. Do 1718. godine crkva je bila zasvođena. Međutim, tek 1872. godine na ove svodove su stavljeni poslednji detalji, kada su završeni glavna kupola i završni vrh toranja.
Tokom Španskog građanskog rata 1936–1939 na crkvu su bačene tri bombe, ali nijedna nije eksplodirala. Dve od njih su još uvek izložene u bazilici.
Među značajnim horovođama je barokni kompozitor Hozef Ruiz Samanijego.

## Pilar i slika
Statua je drvena, visoka je 39 cm i počiva je na stubu od jaspisa. Tradicija svetilišta El Pilar, koju je dala Gospa u ukazanju sestri Mariji Agredi i o kojoj je pisalo u Mističnom gradu Božjem, jeste da su je anđeli tokom noći na oblaku nosili do Saragose. Dok su putovali, anđeli su izgradili mermerni stub i minijaturnu Gospinu sliku. Gospa je poslala poruku svetom Jakovu i dodala da se na mestu tog ukazanja treba sagraditi crkva. Stub i slika trebali su biti deo glavnog oltara. Slika je krunisana 1905. godine krunom koju je dizajnirao markiz od Grini, a procenjena je na 450.000 pezeta (18.750 funti, 1910).

## Izgled
Zgrada, koja se vidi sa obližnje reke Ebro, veliki je pravougaonik sa naosom i dva reda, sa još dve kapele od cigle, što daje celini tipično aragonski utisak. Osvetljena je velikim okulama, karakterističnim za monumente te regije od 17. veka nadalje. Dvanaest ogromnih stubova podupire svodove naosa i prolaza; celina je nadkrovljena kupolama, kao i kapele.
Kapele unutar bazilike uključuju:
- Kapela brojanice
- Kapela Joakima
- Kapela svetog Lavrentija
- Kapela Saint Pedra de Arbuesa
- Kapela svetog Braulija
- Kapela svetog Antuna
- Kapela svetog Josifa
- Kapela svete Ane
- Kapela apostola Jovana

## Orgulje
Prve orgulje sagradio je 1463. godine Enrike de Kolonija. Martin de Kordoba je 1537. godine izgradio još jedne orgulje sa namerom da se takmiči sa onima u La Seu.
Giljermo de Lupe i njegov sin Gaudioso rekonstruisali su veće orgulje između 1595. i 1602. godine; on je učinio isto za orgulje u Katedrali spasitelja Saragose 1577. godine.
Godine 1657, u crkvi je bilo nekoliko orgulja mnogih veličina i pružale su brojne mogućnosti. Kao rezultat, muzička aktivnost dostigla je vrhunac u španskom zlatnom dobu; međutim, počela je da propada krajem 19. veka.
U srednjem veku minstrel je pratio pevače sa dulcijanom. Polifonija u katedrali-bazilici Gospe od Pilara prvi put je dokumentovana sredinom 17. veka, svirana „tenorom“ i „kontrabahonom“. Krajem 1600-ih, orkestar sastavljen od minstrela pristao je da radi za crkvu Santa Marija la Major, prethodnicu katedrale-bazilike.

## El Pilar i španski identitet
Praznik Gospe od Pilara, kojim se proslavlja prvo Marijino ukazanje španskom narodu, je 12. oktobra. To se poklapa sa Kolumbovim danom i datumom Kolumbovog otkrića Novog sveta. Svaka nacija španskog kolonijalnog porekla darovala je nacionalne odežde za statuu Bogorodice iz petnaestog veka koja je smeštena u kapeli. Papa Jovan Pavle  hvalio je El Pilara kao „Majku špankog naroda“ tokom obe svoje posete bazilici.

## Literatura
- ANSÓN NAVARRO, Arturo y Belén Boloqui Larraya, «Zaragoza Barroca», en Guillermo Fatás Cabeza (coord.), Guía histórico-artística de Zaragoza, Zaragoza, Institución «Fernando el Católico»; Ayto. de Zaragoza, 2008, 4.ª ed. revisada y ampliada, págs. 249-327. Cfr. especialmente la sección «Basílica de Nuestra Señora del Pilar», págs. 287-322.—  978-84-7820-948-4.
- «El Pilar» Архивирано на веб-сајту  (23. август 2018), Gran Enciclopedia Aragonesa (en línea). [Consulta:22-7-2008]
- NOUGUÉS SECALL, Mariano, Historia crítica y apologética de la Virgen nuestra señora del Pilar de Zaragoza y de su templo y tabernáculo desde el siglo I hasta nuestros días., Madrid, Alejandro Gómez Fuentenebro, 1862.
- ORTIZ ALBERO, Miguel Ángel, Julián Pelegrín Campo y María Pilar Rivero Gracia, El Pilar desconocido, Zaragoza, Heraldo de Aragón, 2006, pág. 13.—D. L. Z-2597-06. OCLC 433533535
- RINCÓN GARCÍA, Wifredo, El Pilar de Zaragoza, Zaragoza, Everest, 2000.  84-241-0044-1.
- RISCO, Manuel, España Sagrada, t. XXX. Contiene el estado antiguo de la Santa Iglesia de Zaragoza [...] y una colección de las epístolas de San Braulio [...], Madrid, Antonio de Sancha, 1775.